# Hubert von Herkomer

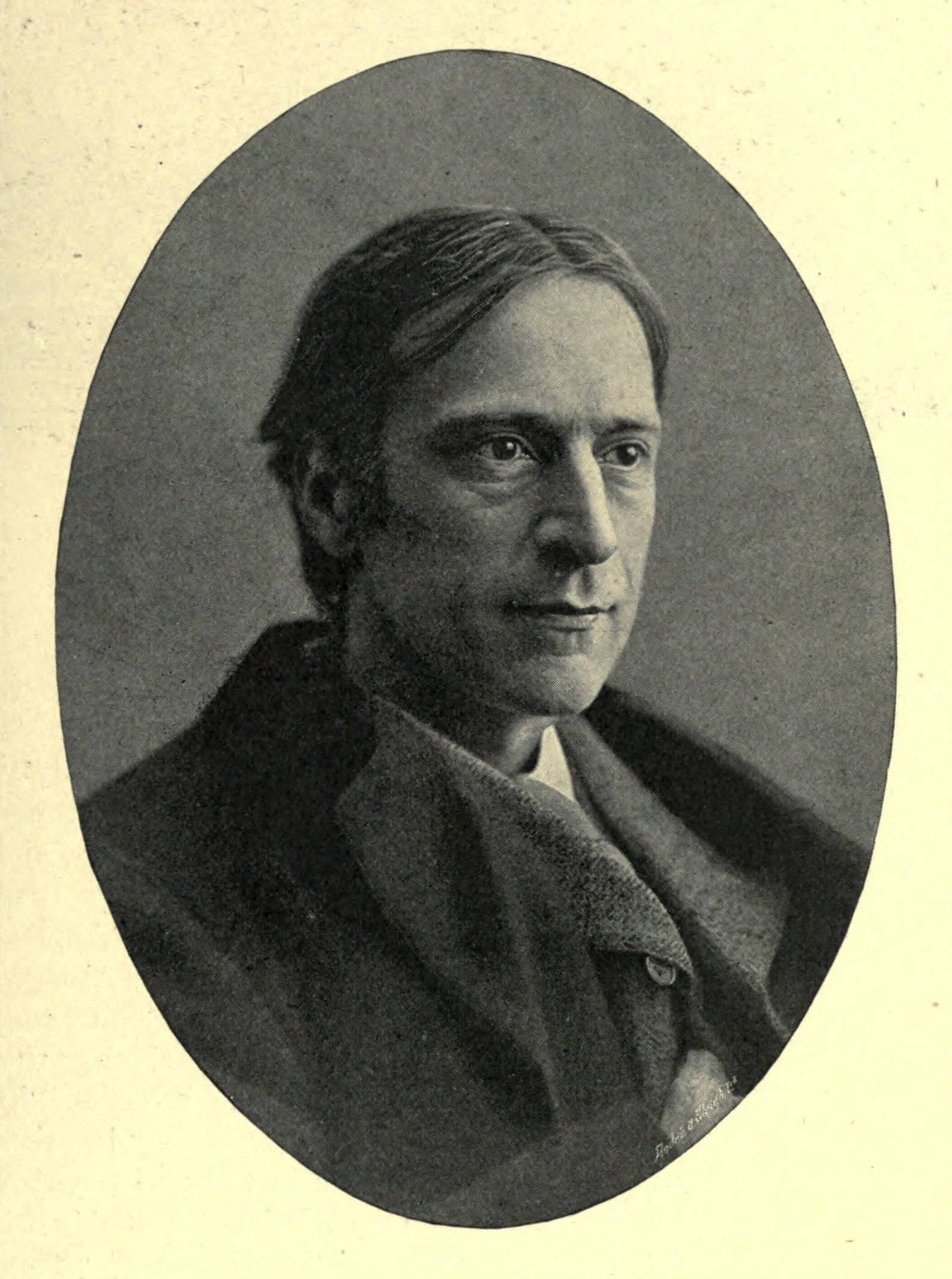
Hubert von Herkomer

Sir Hubert von Herkomer (Waal, 26 maggio 1849 – Budleigh Salterton, 31 marzo 1914) è stato un pittore, incisore, scrittore, regista cinematografico, scultore e musicista tedesco naturalizzato inglese.

## Biografia
Di modeste origini, Hubert Herkomer, nato in un villaggio bavarese, era figlio di Lorenz, un artigiano che incideva su in legno. Crebbe con un forte legame affettivo con sua madre, Josephine Niggi, che era portata per la musica. La famiglia Herkomer emigrò nel 1851 negli USA, stabilendosi a Cleveland, in Ohio, ma nel 1857 tornò in Europa, fermandosi a Southampton, in Inghilterra.
Il giovane Hubert fu iniziato alla pittura in una scuola locale; poi, nel 1865, accompagnato dal padre Lorenz tornò in Baviera e frequentò i corsi dell'Accademia delle belle arti di Monaco di Baviera. Aiutava suo padre a realizzare incisioni su legno. Nel 1866, a Londra, s'iscrisse al Royal College of Art, dove fu allievo di Luke Fildes. Espose nel 1872 il dipinto Dopo la fatica quotidiana, alla mostra primaverile della Royal Academy of Arts. Disegnava vignette per il nuovo quotidiano The Graphic ed amava dipingere ad acquarello scene bavaresi, affollate di figure. Si fece poi notare per i ritratti maschili, dipinti con efficace risalto realistico. Fece il ritratto di Wagner, del poeta e pittore John Ruskin, del barone di Kelvin William Thomson.
Esplorando la condizione umana, compose scene ispirate alla vita del proletariato, in cui figuravano contadini ed operai, come il drammatico dipinto Lo sciopero (The strike), dipinto in toni scuri e terrosi. Nel quadro Tempi duri (Hard Times), del 1885 - uno dei suoi dipinti più noti - si vede la famiglia di un operaio che procede ai bordi di una strada campestre. Dipinse anche paesaggi rupestri della Baviera.
Del 1875 è la sua pittura ad olio L'ultimo incontro: i pensionati di Chelsea in chiesa (The Last Muster: Chelsea Pensioners in Church), tratta da una sua incisione su legno del 1871. Mostrata all'Esposizione Universale di Parigi 1878, l'opera pittorica meritò una medaglia. Herkomer ebbe grande successo anche per le incisioni su smalto e per le incisioni realizzate a maniera nera.
Nel 1879 divenne membro associato della Royal Academy of Arts e accademico nel 1890. Fu associato nel 1893 alla Royal Watercolour Society e ne divenne membro effettivo nel 1898. Ammesso alla Royal Society di Painter-Printmakers, nel 1880 fu nominato professore d'Estetica all'Università di Oxford (Slade School of Fine Art), insegnamento che conservò fino al 1894. Fece anche parte della Royal Engravers.

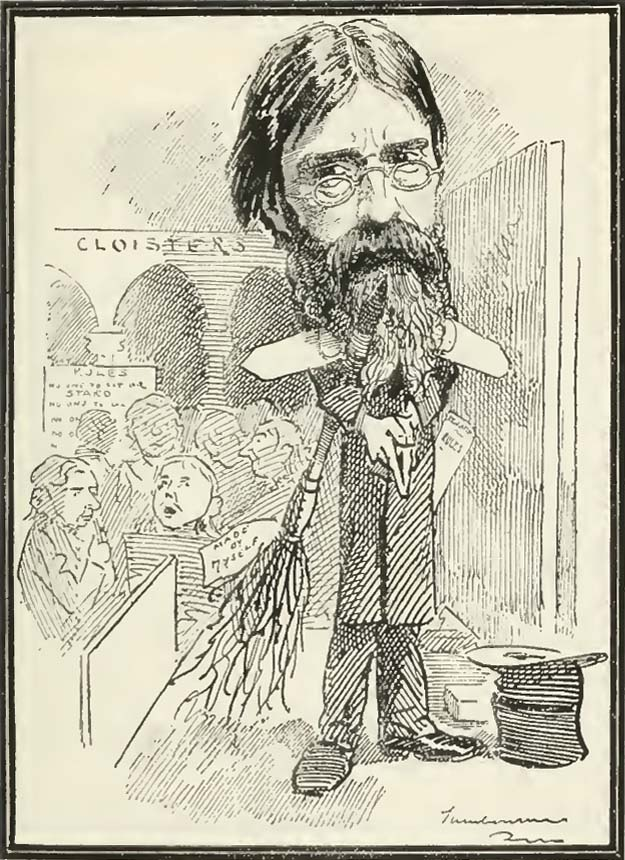
Scuola d'arte Herkomer, 1883 (Punch)

Negli anni ottanta trovò un luogo ideale dove rifugiarsi, nel Galles meridionale, sul lago Idwal, un ambiente ricco di paesaggi naturali e grandiosi. Nel 1883 fondò a Bushey una sua Scuola d'arte, dirigendola fino al 1904. Nei suoi ventuno anni di vita, questa scuola preparò circa cinquecento artisti, tra cui Lucy Kemp-Welch. Le opere di Herkomer furono presentate alle Esposizioni Internazionali di Berlino (1886) e di Vienna (1888) e alla Esposizione Universale di Parigi (1889).

## Vita privata
La sua prima moglie morì di tubercolosi; la sua seconda moglie è stata Lulu Griffith, da cui ebbe due figli: uno morto di malattia e l'altro con turbe mentali. Lulu perì per un incidente, travolta da un'auto mentre soccorreva un bambino. Dalla terza moglie, Hubert Herkomer ebbe due figli.

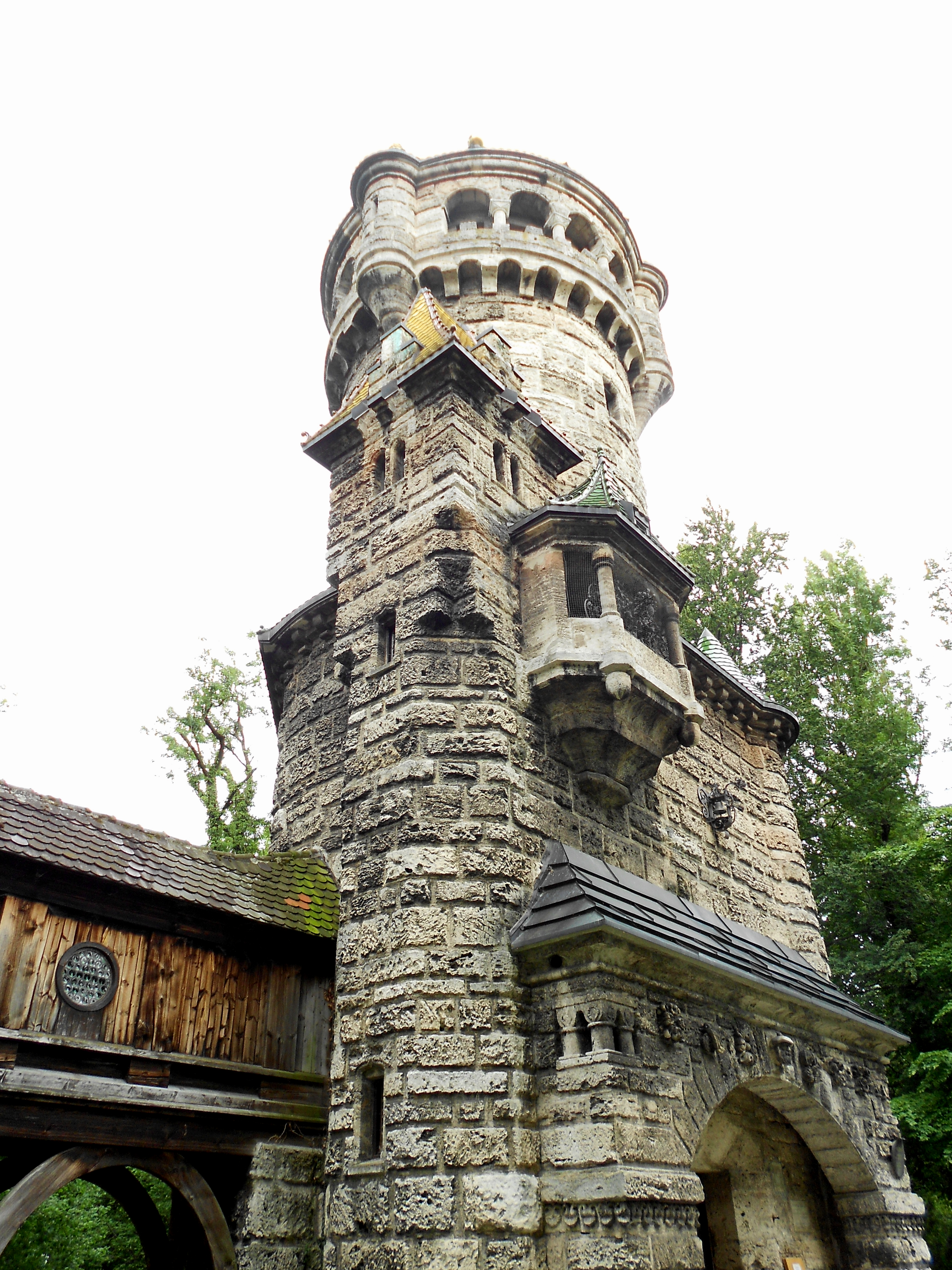
Mutterturm

In memoria di sua madre, Herkomer costruì la Mutterturm (Torre della madre) a Landsberg am Lech, dove dal 1887 trasferì il suo atelier. Si tratta di una torre a cinque piani, in stile neo-medievale, che gli servì poi di modello per il suo Lululaund, che più tardi costruì a Bushey (Hertfordshire). L'edificio divenne atelier d'arte, scuola, teatro, studio di posa per il cinema, studio per la musica. L'edificio fu quasi interamente demolito nel 1939 e la parte che ne resta si trova oggi nei giardini pubblici di Bushey.

## Altre attività
Herkomer, pioniere del cinema, aveva uno studio di posa nel suo Lululaund, dove ha girato sette film drammatici di argomento storico, di cui ha anche composto la musica di scena e disegnato scenografia e costumi.
Nel 1905, Herkomer ideò la corsa automobilistica Herkomer-Konkurrenz, insieme al Club automobilistico di Baviera (Bayerischer Automobil-Club). La corsa fu tenuta soltanto tre volte (in 1905, 1906 e 1907) ma fu molto prestigiosa tanto per il valore dei premi – un trofeo di 40 chili d'argento, realizzato da Herkomer, e il ritratto del vincitore, dipinto da Herkomer – quanto per i competitori, dal fratello dell'imperatore tedesco fino a pionieri automobilistici come August Horch, Heinrich Opel e Vincenzo Lancia (noti ancora oggi per le ditte Audi, Opel e Lancia). Il primo vincitore è stato Edgar Ladenburg. La corsa è stata rilanciata nel 1997, per autovetture da turismo.

## Opere in musei
Opere alla Tate Gallery: Found (1885), Sir Henry Tate (1897), Portrait of Lady Tate (1899) e The Council of the Royal Academy (1908). Sue opere si conservano anche all'Herkomer Museum di Landsberg am Lech, in Germania e al Bushey Museum, in Inghilterra.

## Onorificenze e riconoscimenti
Per la ricompensa al merito conferitagli dal re Ottone di Baviera poté aggiungere von al suo cognome. Nel 1908 fu nobilitato da Edoardo VII e divenne Sir Hubert von Herkomer. Nel 1907 l'Università di Oxford gli ha conferito la laurea honoris causa, dichiarandolo Doctor of Civil Law.

## Galleria d'immagini

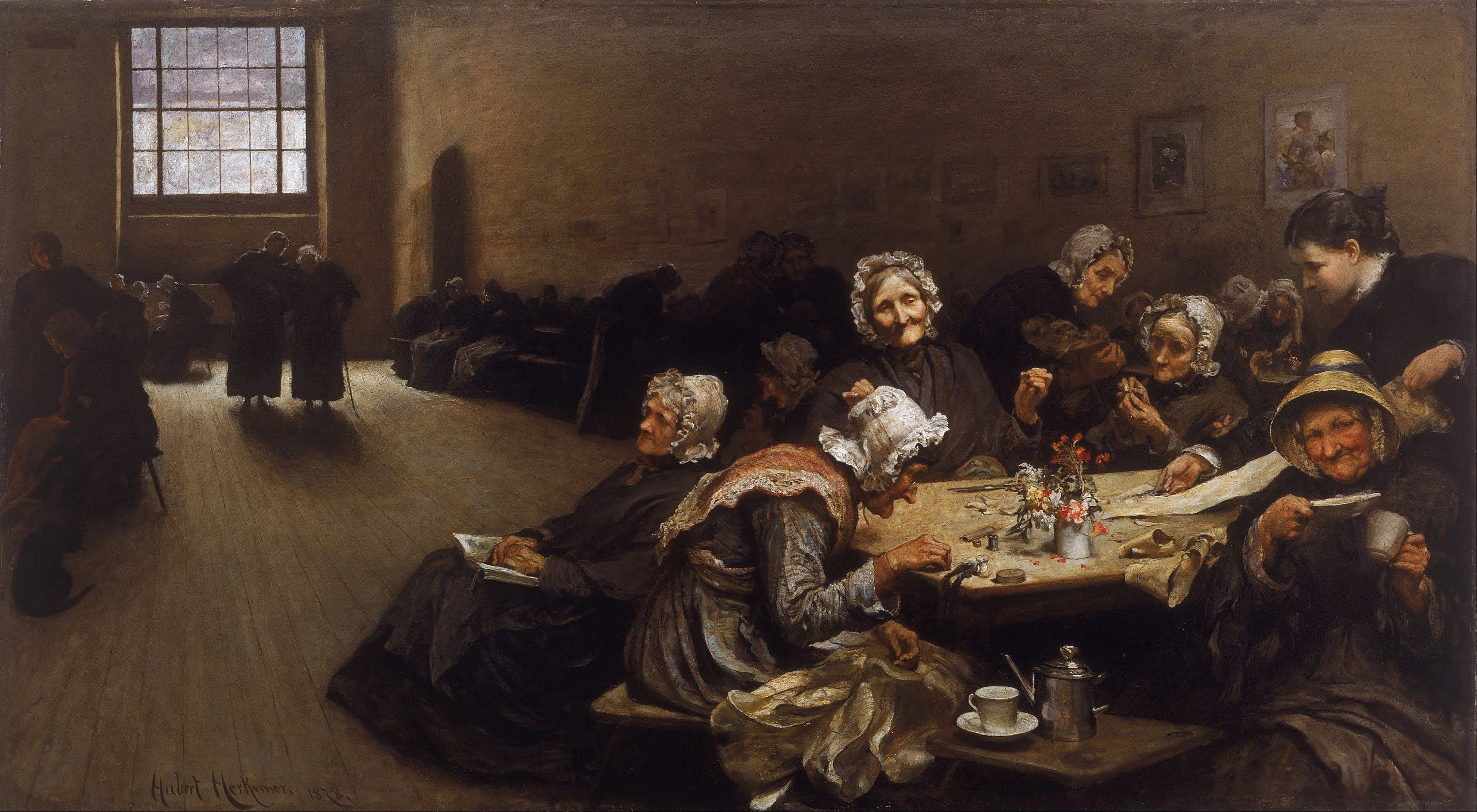
Hubert von Herkomer, Scena al Westminster Union
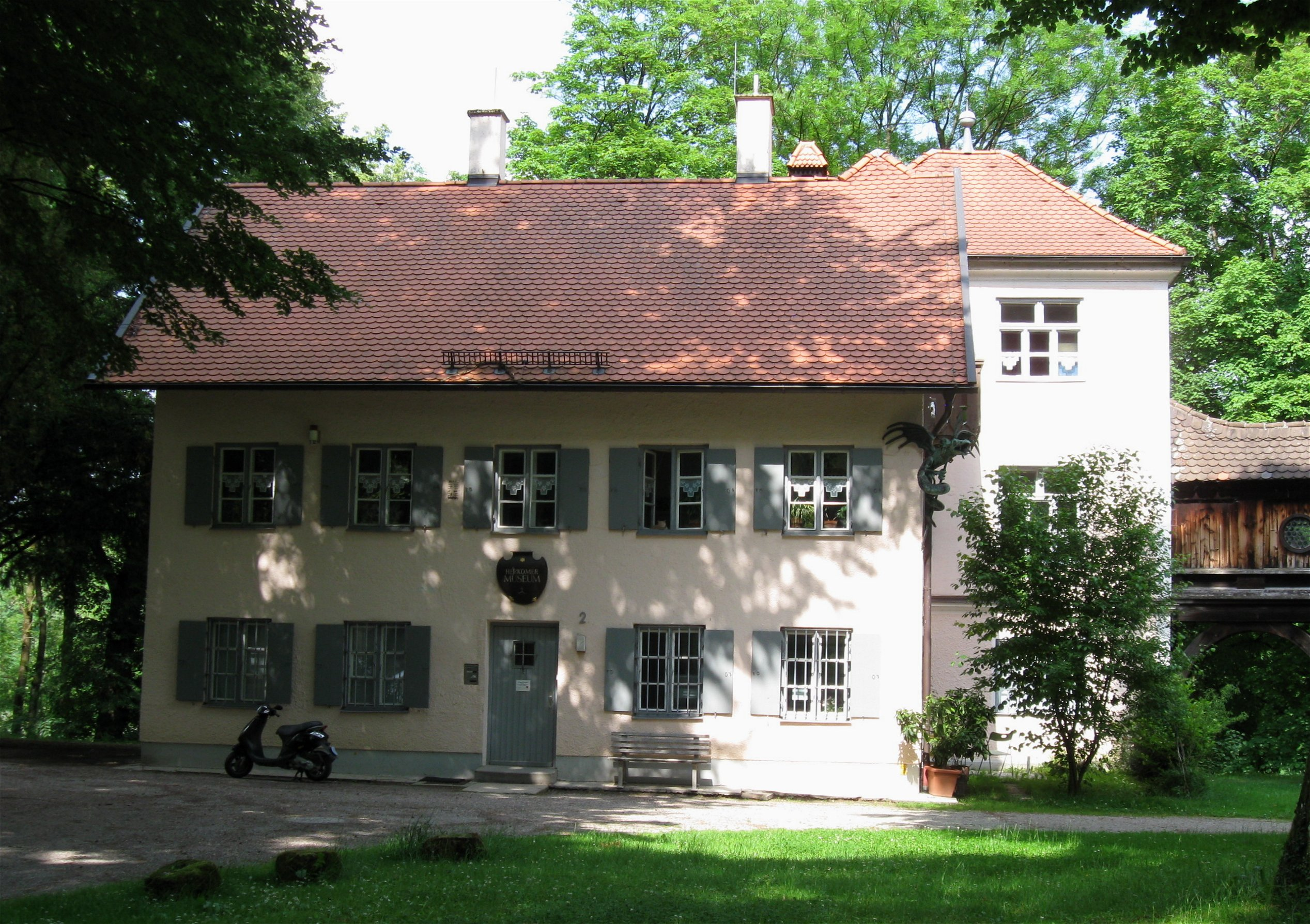
Museo Herkomer al Mutterturm
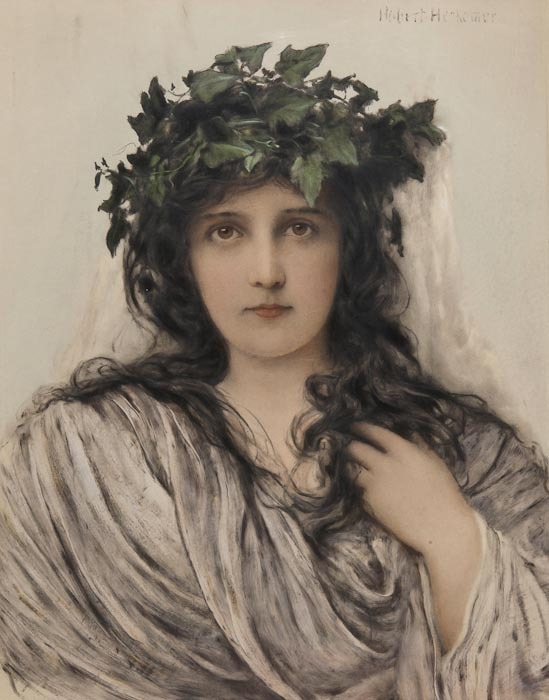
Hubert von Herkomer, Clematis, 1899
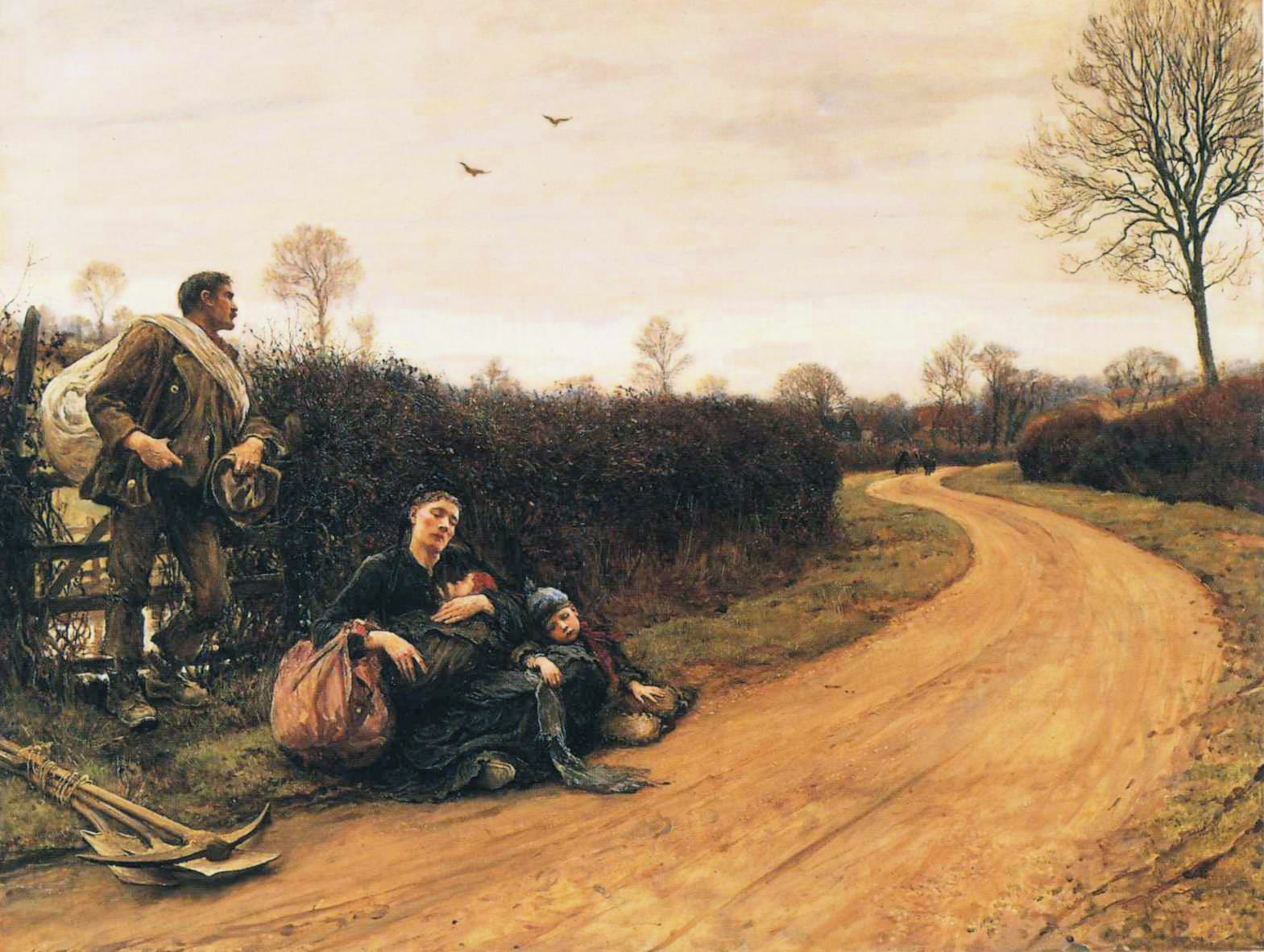
Hubert von Herkomer, Hard Times
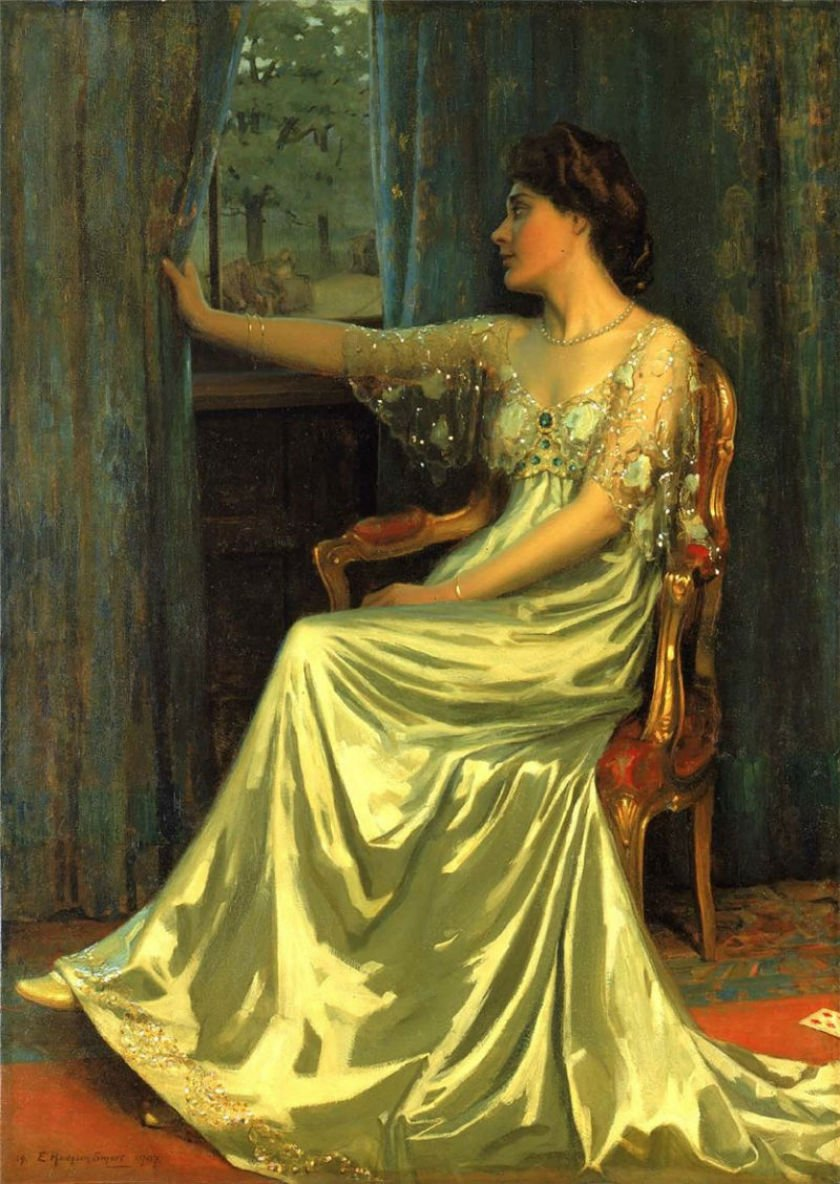
Hubert von Herkomer, Lady in green
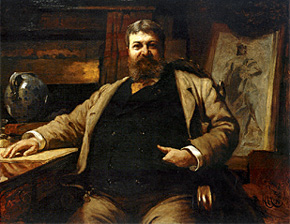
Hubert von Herkomer, Ritratto di Henry Hobson Richardson, 1886
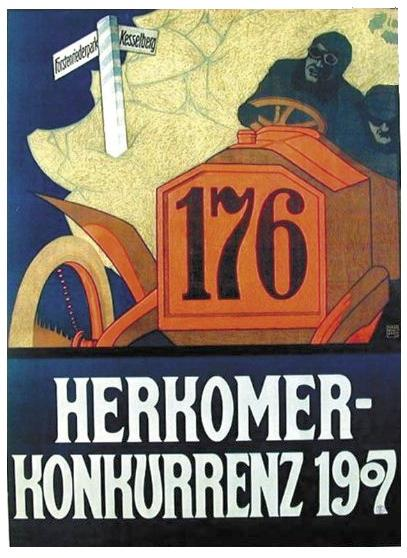
Manifesto del rallye Herkomer, 1907

## Scritti
- Art Tuition, 1882
- The Pictorial Music Play, 1889
- Scenic Art, 1889
- Autobiography of Hubert Herkomer, 1890
- Etching and Mezzotint Engraving, 1892
- A new Black and White Art, 1896
- School and my Gospel, 1908
- A certain phase of lithography, 1910
- The Herkomers, 2 volumi, 1910-1911